# Mystus seengtee
Mystus seengtee är en fiskart som först beskrevs av Sykes, 1839.  Mystus seengtee ingår i släktet Mystus och familjen Bagridae. IUCN kategoriserar arten globalt som livskraftig. Inga underarter finns listade i Catalogue of Life.